# Alampoides
Alampoides là một chi bọ cánh cứng trong họ 
Elateridae.
Chi này được Schwarz miêu tả khoa học năm 1906.

## Các loài
Các loài trong chi này gồm:
- Alampoides alychnus (Kirsch, 1873)
- Alampoides badius Costa, 1975
- Alampoides boliviensis (Candèze, 1900)
- Alampoides fulvus Costa, 1975
- Alampoides submaculatus (Schwarz, 1902)
- Alampoides tessellatus (Candèze, 1863)